# ハインリヒ・コニエッツニー

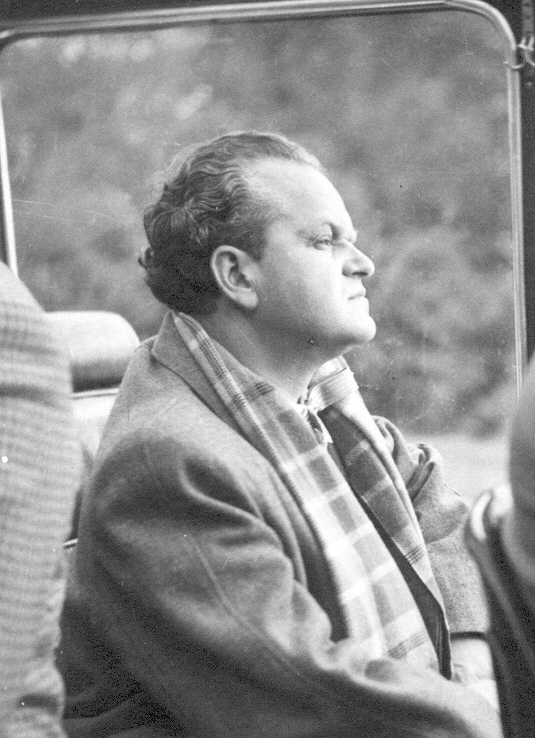
ハインリヒ・コニエッツニー（1954年）

ハインリヒ・コニエッツニー（Heinrich Konietzny, 1910年5月10日 - 1983年4月23日）は、ドイツの作曲家、ヴァイオリン奏者でファゴット奏者。

## 経歴
グライヴィッツ（現ポーランド領グリヴィツェ）出身。幼いころよりマンドリンと打楽器に親しみ、8歳の時からヴァイオリンを学んだ。9歳より聖歌隊に入り、最初の体系的な音楽理論を学んだ。その後、ベルリンに出てパウル・ヒンデミットの作曲クラスに学んだ。当初はヴァイオリニストとして活動していたが、1930年に事故で左手を負傷したため、ヴァイオリンをあきらめ、ヒンデミットの勧めでファゴット奏者に転身した。
1936年よりフーゴー・ディストラーに作曲を師事するとともに、ザールラント州放送局交響楽団のファゴット奏者の地位を得た。1939年より1945年の間は兵役についた。
1946年に再びザールラント州放送局交響楽団のファゴット奏者となり、1964年まで務めた。また1947年からザールブリュッケン音楽大学で教壇に立ち、作曲、器楽、室内楽のクラスを受け持った。

## 主な作品
作品には6つの交響曲、ラジオ放送音楽、映画音楽、マンドリン曲などがある。

### 室内楽
- 交響的変奏曲「月が昇る」（5台のアコーディオンのための）
- 小室内楽第2番（オーボエ、クラリネット、ファゴットのための）
- トライアド（シロフォン、ヴィブラフォン、マリンバと3枚のシンバルのための）
- パ・ドゥ・ドゥ（2台のピッコロのための）
- トッカーティーナ（2台のピアノための）

### マンドリンオーケストラ
- シンフォニエッタ
- デュットゥヴァイルの印象
- 古いフランス民謡による変奏曲